# 1996年アトランタオリンピックのナミビア選手団
1996年アトランタオリンピックのナミビア選手団（1996ねんアトランタオリンピックのナミビアせんしゅだん）は、1996年7月19日から8月4日にかけてアメリカ合衆国のジョージア州アトランタで開催された1996年アトランタオリンピックのナミビア選手団、およびその競技結果。

## 概要
今大会は銀メダル2個、合計2個のメダルを獲得した。

## メダル
| メダル | 選手名                 | 競技 | 種目     |
| ------ | ---------------------- | ---- | -------- |
| 銀     | フランク・フレデリクス | 陸上 | 男子100m |
| 銀     | フランク・フレデリクス | 陸上 | 男子200m |